# Reuben H. Tucker
Reuben Henry Tucker III (* 29. Januar 1911 in Ansonia, Connecticut; † 6. Januar 1970 in Charleston, South Carolina) war ein US-amerikanischer 2-Sterne-General.
Er war vom 1. Dezember 1942 bis zum 10. Mai 1946 Kommandeur des 504. Fallschirmjägerregiments (504th Parachute Infantry Regiment).

## Leben

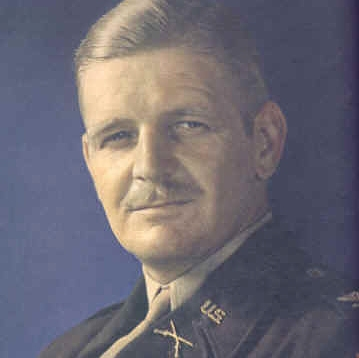
„Rube“ Tucker
(Foto: US Army)

Tucker besuchte die United States Military Academy in West Point, graduierte dort 1935 und erhielt seine Ernennung zum Leutnant. Am Tag darauf heiratete er. Er und seine Frau hatten zusammen fünf Söhne.
Die erste Station seiner militärischen Karriere war das 9. Infanterieregiment in Fort Sam Houston, Texas. Danach diente er beim 33. Infanterieregiment in Panama und meldete sich als Oberleutnant freiwillig für eine Ausbildung zum Fallschirmjäger in Fort Benning, Georgia. Nach Abschluss der Ausbildung wurde er zum 504. Fallschirmjägerbataillon versetzt. Nach Aufstellung des zur 82. US-Luftlandedivision gehörenden 504. Fallschirmjägerregiments am 1. Mai 1942 wurde Major Tucker dessen Executive Officer XO (dt. etwa stellvertretender Kommandeur) und am 6. Dezember 1942 wählte der Divisionskommandeur, Major General Matthew B. Ridgway, Tucker als Kommandeur des 504. Regiments aus. Oberstleutnant Tucker war mit 31 Jahren einer der jüngsten Regimentskommandeure der US-Armee während des Zweiten Weltkriegs.
Mit diesem Regiment nahm Tucker – zunächst unter Ridgway, dann unter James M. Gavin als Teil der 82. Luftlandedivision – an den alliierten Luftlandeoperationen auf dem italienischen Kriegsschauplatz teil. Am 11. Juli 1943 führte Tucker sein Regiment bei der Invasion von Sizilien (→ Operation Husky). Irrtümlich für feindliche Flugzeuge gehalten, wurden Tuckers Flugzeuge von der eigenen Boden- und Schiffsartillerie beschossen und erlitten dabei erhebliche Verluste. 23 Flugzeuge gingen verloren, ein großer Teil der Männer wurden getötet oder verwundet und das Regiment über die ganze Insel verstreut. Nur 400 der ursprünglich 1600 Soldaten erreichten ihr Zielgebiet.
Colonel Tucker wurde während des Zweiten Weltkriegs zweimal mit dem Distinguished Service Cross ausgezeichnet, der zweithöchsten Tapferkeitsauszeichnung der USA. Einen der beiden Orden, für "außerordentlichen Heldenmut unter feindlichem Feuer", überreichte ihm Präsident Franklin D. Roosevelt während einer Reise nach Sizilien im Dezember 1943 persönlich.
Nach dem Krieg durchlief Tucker verschiedene Stabs- und Truppenverwendungen, darunter Kommandant des 1. Kadettenregiments in West Point, Lehrer und Student am Air War College, Kadettenkommandant in der Zitadelle, stellvertretender Kommandeur der 101. US-Luftlandedivision, Kommandant von Fort Dix und Stabsabteilungsleiter G-3 der US-Armee im Pazifik, bis er 1963 als Major General in den Ruhestand ging. 
Er ließ sich in Charleston, South Carolina, nieder, um zum zweiten Mal (bis 1968) Kadettenkommandant in der Zitadelle, eines Militär-Colleges, zu werden. Am 6. Januar 1970 brach er auf dem Campus der Zitadelle nach einem Herzanfall zusammen. Er wurde am 9. Januar auf dem Beaufort National Cemetery in Beaufort, South Carolina, – in der Nähe seines in Vietnam gefallenen Sohnes, Major David B. Tucker – beigesetzt.

## Auszeichnungen
Auswahl der Dekorationen, sortiert in Anlehnung der Order of Precedence of Military Awards:
- Distinguished Service Cross (2 ×)
- Army Distinguished Service Medal
- Silver Star
- Legion of Merit (2 ×)
- Bronze Star
- Purple Heart
- Army Commendation Medal

| Personendaten    | Personendaten                                 |
| ---------------- | --------------------------------------------- |
| NAME             | Tucker, Reuben H.                             |
| ALTERNATIVNAMEN  | Tucker, Reuben Henry III (vollständiger Name) |
| KURZBESCHREIBUNG | US-amerikanischer 2-Sterne-General            |
| GEBURTSDATUM     | 29. Januar 1911                               |
| GEBURTSORT       | Ansonia (Connecticut), USA                    |
| STERBEDATUM      | 6. Januar 1970                                |
| STERBEORT        | Charleston (South Carolina), USA              |